# La Bonne Peinture
Pour plus de détails, voir Fiche technique et Distribution.
La Bonne Peinture est un téléfilm français réalisé par Philippe Agostini, diffusé à la télévision française en 1967. Il est inspiré de la nouvelle homonyme de Marcel Aymé.

## Synopsis
Le peintre Lafleur travaille avec amour et acharnement dans son atelier de Montmartre. Un jour, un clochard découvre par hasard  que sa peinture possède le miraculeux pouvoir de nourrir le corps humain. Cette nouvelle va révolutionner le monde de l’art d’abord, puis le monde entier. 

## Fiche technique
- Réalisation : Philippe Agostini
- Scénario : Odette Joyeux d'après la nouvelle de Marcel Aymé
- Directeur de la photographie : Jacques Lemare
- Montage : Claude Frechède, Christine Heguy
- Décors : André Bakst, Alain Gauthier
- Tableaux de Ferdinand Desnos
- Durée : 55 minutes
- Genre : Comédie
- Date de diffusion : 24 novembre 1967

## Distribution
- Claude Brasseur : Le peintre Lafleur
- Pierre-Jean Vaillard : Hermèce
- René Lefèvre : Etienne Moudru
- Jacqueline Coue : Mélina
- Roger Pelletier : Poirier
- France Rumilly : Loulette
- Jacques Alric : Lionel Bourgoin
- Jacques Robiolles : Balavoine
- Pierre Tchernia : Lui-même
- Anne-Marie Peysson : Elle-même
- Odette Joyeux : La narratrice
- Michel Duplaix : le critique d'art Durecoi
- Max Desrau : le critique d'art Ballacourt

## Autour du film
Ce film a été un des tout premiers à être tourné et diffusé selon le procédé de couleur SECAM. La peinture (et donc la couleur) y jouant un rôle primordial, on comprend ce qui a poussé les dirigeants de l'ORTF à accepter le projet.
Ce film a été réalisé « en famille » puisqu’il a été écrit par Odette Joyeux, femme du réalisateur Philippe Agostini. De plus, elle assure la narration du récit et c'est son fils, le comédien Claude Brasseur, qui joue le rôle principal.
Les scènes se passant au siège de la société P.D.L. ("Production et Distribution Lafleur") ont été tournées dans les locaux de la Maison de la radio, « quai Kennedy ».
Pour illustrer le succès de Lafleur, on fait interviewer son « découvreur », le clochard Moudru, par Pierre Tchernia qui y tient donc son propre rôle. Le reportage est par ailleurs introduit par la présentatrice Anne-Marie Peysson, jouant également son propre rôle. Ce reportage est par ailleurs suivi d'une émission fictive nommée Palettes dans laquelle des critiques d'art décortiquent l’œuvre de Lafleur.

## DVD
En 2012, INA éditions a sorti un coffret 2DVD regroupant quatre adaptations télévisées de Marcel Aymé. Sorti dans la collection Les Inédits fantastiques, le coffret contient également Le Nain de Pierre Badel, Le Passe-muraille et La grâce, tous deux réalisés par Pierre Tchernia avec Michel Serrault et Roger Carel